# اچ‌ام‌اس فایبربرند (۱۶۹۴)
اچ‌ام‌اس فایبربرند (۱۶۹۴) (به انگلیسی: HMS Firebrand (1694)) یک کشتی بود.